# Ксантогенаты
Ксантогенаты (ксантаты, дитиокарбонаты) — тривиальное название солей и эфиров ксантоновых кислот (O-эфиров дитиоугольной кислоты ROC(=S)SH). IUPAC рекомендует для этих соединений название дитиокарбонаты.

## Свойства
Дитиокарбонаты щелочных металлов ROC(=S)S−Me+ и полные эфиры дитиоугольной кислоты ROC(=S)SR’, в отличие от самих дитиоугольных кислот, устойчивы.
Соли дитиоугольной кислоты представляют собой твёрдые кристаллические вещества с неприятным запахом; окраска ксантогенатов зависит от металла и углеводородного радикала, входящего в их состав. Ксантогенаты щелочноземельных металлов обычно окрашены в светлые тона — от белого до светло-жёлтого. Ксантогенаты щелочноземельных металлов хорошо растворимы в воде, низших спиртах и кетонах, ацетонитриле. Растворимость возрастает в ряду: Hg2+, Ag+, Сu+, Со3+, Pb2+, Тl2+, Cd2+, Ni2+, Zn2+. Плохо растворимы в спирте и эфире и хорошо растворимы в хлороформе и хлористом метилене.
S-метилдитиокарбонаты при нагревании отщепляют метилмеркаптан и сероокись углерода, образуя алкены (реакция Чугаева):
RR’CHCH2OC(=S)SCH3 → RR’CH=CH2 + CH3SH + COS

## Синтез
Соли дитиоугольной кислоты обычно получают взаимодействием соответствующего спирта с сероуглеродом и щёлочью в полярном растворителе:
ROH + CS2 + NaOH → ROC(=S)SNa + H2O
В некоторых случаях использование метилсульфинил-карбаниона MeSOCH2− даёт лучшие результаты.
Полные эфиры дитиоугольной кислоты могут быть получены алкилированием соответствующим алкилгалогенидом:
ROC(=S)SNa + R’I → ROC(=S)SR’ + NaI

## Применение
Наиболее крупнотоннажным ксантогенатом является вискоза — ксантогенат целлюлозы, используемый при производстве вискозного волокна. Алкилксантогенаты щелочных металлов (в частности, бутилксантогенат калия) используются при обогащении флотацией сульфидных руд (например, при получении свинца из буланжерита).

## Токсичность
Алкилксантогенаты щелочных металлов токсичны для человека и других млекопитающих (разовая ЛД50 для крыс составляет 450 мг/кг), что, предположительно, связано с высвобождением сероуглерода при попадании в организм и его токсическим действием. Опасны как при вдыхании (слабость, головная боль, головокружение, одышка, сердцебиение, боль в груди, тошнота, рвота, синюшность кожных покровов и слизистых), так и при попадании на кожу (краснота, отёк) и в глаза (слезотечение, резь в глазах). Действуют через неповрежденную кожу.
При попадании на кожу и слизистые оказывает раздражающее действие. При длительном соприкосновении отмечается токсидермия и появление экземы, дерматита. При попадании внутрь преимущественно поражает центральную нервную систему. У рабочих флотационных производств со стажем 5 лет отмечены признаки хронического отравления сероуглеродом, в том числе с поражением нервной системы.
Токсичность накапливается и проявляется в том числе при длительной работе в контакте с концентрациями менее ПДК (10 мг/м3), например, у аппаратчиков флотационных производств. Для работы требуются средства защиты органов дыхания фильтрующего типа (промышленный противогаз марки А) или изолирующего типа, обязательна защита кожных покровов.